# Евдокия Илиополска
Вижте пояснителната страница за други личности с името Евдокия.
Света преподобномъченица Евдокия Илиополска е християнска светица и мъченица от 1.-2. век пр.н.е.
Почита се в Православната църква на 1 март.

## Живот
По народност Евдокия е самарянка, а по занятие - хетера. Жителка на град Илиопол (Хелиополис) в римската провинция Сирия, благодарение и на своите прелести, тя успява да натрупа значително състояние и да се прочуе из околността.
Отначало е езичница, но впоследствие се покръства, в резултат от общуването си с монаха Герман – странстващ отшелник, на когото е отдадено гостоприемство в дома й. Според житието на Евдокия, от стаята на монаха, нейната била отделена само с една стена. Поради това тя могла да чуе добре думите му, когато преди да си легне, той дълго се молил. По късно младата жена изслушва и вдъхновените му проповеди и под тяхно въздействие му изповядва греховете си и се покайва. След това се присъединява към местната християнска общност, която има собствено място за усамотение и поклонение някъде извън града. Преди това първо прекарва 7 дни в усамотение, пост и молитва, освобождава робите си и раздава богатството си на нуждаещите се. След време става и игуменка на мястото на починалата си наставница в аскетизма.

## Мъченичество и смърт
Евдокия пострадва от преследванията на римските власти общо три пъти - накрая, вече на стари години, е обезглавена, което се смята, че е станало при управлението на император Адриан (117 – 138 г.). Иначе животът й преминава основно при предшествениците му - Антоний Пий и Марк Улпий Траян - и първите й две премеждия са по тяхно време. От тях едното е скоро след оттеглянето й, а другото - след години, когато управителят, който първоначално напада нея и сподвижниците й е сменен. 
Главна причина за действията на първия са съмненията му, че значителна част от предишните богатства на Евдокия все още са в нейно владение и се съхраняват в извънградския храм на християните. Подбуден от някои мести жители, които тъгуват по времето, когато хубостите й са били на тяхно разположение, той се заема да я подведе под отговорност за незачитане на традиционната религия и главно - да ограби нея и единоверците й, но впоследствие, според житието й - впечатлен от случилите се многобройни чудеса и от достойното й държание - сам се покръства, с много от хората си. 
Вторият гонител на Света Евдокия, който я подлага на изтезания - вероятно с цел да я отклони от религията й - имал, според легендата за нея, подобна съдба, но в неговия случай се проявява и способността й да възкресява мъртвите, чрез молитва към Бога (което именно му дава възможност да проумее силата му и сам да стане християнин).
Третия път, заловена от римляните, тя е посечена с меч на 1 март 126 година - затова паметта ѝ се почита на този ден.